# José Pinheiro de Azevedo
Pour les articles homonymes, voir Azevedo.
José Baptista Pinheiro de Azevedo (né le 5 juin 1917 à Luanda et mort le 10 août 1983 à Lisbonne) est un militaire et homme d'État portugais pendant l'époque de la révolution des Œillets. Il a été Premier ministre entre le 19 septembre 1975 (succédant à Vasco Gonçalves) et le 23 juillet 1976. Après les premières élections législatives dont le Parti socialiste sortit vainqueur, il cède sa place à Mário Soares.
Entré à l'école navale en 1934, il est attaché à l'ambassade  du Portugal à Londres (entre février 1968 et août 1971). Promu amiral, il devient chef d'état major de l'armée entre 1975 et 1976.
Plus tard il est amené à présider le mouvement des amis de Olivença.
Il est candidat à la présidence de la République en 1976.